# Spathius cyparissus
Spathius cyparissus är en stekelart som beskrevs av Nixon 1943. Spathius cyparissus ingår i släktet Spathius och familjen bracksteklar. Inga underarter finns listade i Catalogue of Life.